# Franz Kaspar
Franz Josef Kaspar (* 24. Mai 1938 in Dernbach, Westerwald) ist ein deutscher römisch-katholischer Theologe und Religionspädagoge. Von 2006 bis 2013 war er Bischofsvikar im Bistum Limburg. Zudem übte er dort vom 21. September 2009 bis Oktober 2013 das Amt des Generalvikars aus.

## Leben
Zu Kaspars Familie gehörte Maria Katharina Kasper (1820–1898), Gründerin der Kongregation päpstlichen Rechts der Dernbacher Schwestern, die am 16. April 1978 von Papst Paul VI. seliggesprochen und am 14. Oktober 2018 von Papst Franziskus im Vatikan zu Rom heiliggesprochen wurde. Franz Josef Kaspar empfing nach seinem Studium der Theologie und Philosophie in Paderborn und München 1963 die Priesterweihe.
Er war zunächst Seelsorge-Praktikant in Frankfurt-Zeilsheim (1964) und Kaplan in Frankfurt-Sindlingen (1964 bis 1965). Im Jahr 1965 ging er als Kaplan nach Hadamar. In Bad Ems war er von 1967 bis 1968 als Kaplan und von 1968 bis 1970 als Schulpfarrer tätig. 1975 wurde Kaspar mit der Arbeit über den Religionsunterricht unter kommunikativem Aspekt in der Sekundarstufe II zum Doktor der Philosophie im Fachbereich Religionswissenschaften der Johann Wolfgang Goethe-Universität zu Frankfurt am Main promoviert. Kaspar lehrte an den Universitäten in Köln, Frankfurt am Main, Mainz und Gießen. Im Jahr 1979 wurde er durch das Hessische Kultusministerium zum Honorarprofessor an der Johann Wolfgang Goethe-Universität Frankfurt am Main ernannt. Er ist Mitglied der katholischen Studentenverbindungen KDStV Guestfalo-Silesia Paderborn (1959), der AV Rupert Mayer und der KDStV Tuiskonia München im CV.
In den Jahren 1970 bis 2006 war er Stiftungsdirektor des Sankt Vincenzstift Aulhausen, einer im Jahr 1893 gegründeten karitativen Einrichtung der katholischen Kirche für Menschen mit Behinderungen. Parallel hatte Kaspar von 1979 bis 2003 die Leitung des Kommissariats der katholischen Bischöfe im Lande Hessen (Kurzbezeichnung Katholisches Büro) in Wiesbaden inne, das zuständig ist für die Lobbyarbeit zu den Landesregierungen, der Bundesregierung und den Ministerien sowie zu politischen Parteien und zu gesellschaftlichen Verbänden der Bistümer Limburg, Fulda, Mainz und des Erzbistums Paderborn.
Bischof Franz Kamphaus holte ihn zur Diözesankurie in Limburg und ernannte ihn im Jahr 2006 zum Bischofsvikar für die Ordensinstitute und Geistlichen Gemeinschaften und im selben Jahr zum stellvertretenden Generalvikar. Bischof Franz-Peter Tebartz-van Elst ernannte ihn am 22. August 2008 zum kommissarischen Bezirksdekan für Wetzlar und zum Generalvikar im Bistum Limburg. Kaspar war Mitglied des Limburger Domkapitels.
Kaspar war 28 Jahre Vorsitzender des Aufsichtsrates der Josefs-Gesellschaft GmbH (JG Gruppe; Rehabilitations- und Krankenhausträger); 2014 trat er von diesem Amt zurück. Er war viele Jahre stellvertretender Vorsitzender des Hochschulrates der Hochschule Fresenius und ist seit etlichen Jahren Mitglied des Aufsichtsrates des Bildungskonzerns COGNOS AG.
Papst Benedikt XVI. zeichnete Kaspar 2010 mit dem päpstlichen Ehrentiteln Apostolischer Protonotar aus, dem höchsten Ehrenprälatentitel. Bischof Tebartz-van Elst gab die Ernennungen am Ostersonntag, 4. April 2010, im Limburger Dom bekannt.
Bundesweite Aufmerksamkeit wurde ihm im Jahr 2012 zuteil, als er im Rahmen des Skandals um den dienstlichen Lufthansa-First-Class-Flug des Bischofs von Limburg Franz-Peter Tebartz-van Elst in die Slums von Indien als Mitreisender genannt wurde.
Tebartz-van Elst (TvE) hatte gegenüber einem Journalisten behauptet, sie seien nicht in der ersten Klasse geflogen. Als Der Spiegel bei seiner Behauptung blieb, beauftragte TvE ein anwaltliches Schreiben und versuchte, eine strafbewehrte Unterlassungserklärung zu erhalten. Als der Spiegel ein Video mit Worten des damaligen Bischofs veröffentlichte, verlautbarte das Bistum, ein Upgrade in die erste Klasse für die beiden Herren habe Kaspar mit privat gesammelten Flugmeilen (ca. 200.000 m&m-Meilen) bezahlt. In diesem Zusammenhang wurde der Vorwurf der Verschwendung und der Sucht nach Luxus geäußert.
Der Spiegel berichtete im September 2012, wie Kaspar als Direktor des Sankt Vincenzstift Aulhausen nicht durch Aufklärung der Vorwürfe sexuellen Missbrauchs gegen seinen Amtsvorgänger Rudolf Müller aufgefallen war und 1981 mit Hilfe von Anwälten gegen das Buch des ehemaligen Heimbewohners Alexander Markus Homes Prügel vom lieben Gott vorgegangen war. Kaspar hatte 2006 zur Empörung der Opfer die Benennung eines neuen Wohnhauses im Stift als „Rudolf-Müller-Haus“ zugelassen. Das Haus wurde 2010 umbenannt.
Patrick Dehm wurde 2012 als Leiter des katholischen „Hauses der Begegnung“ von Franz Kaspar fristlos gekündigt; prominente Mitglieder wie Pfarrer Eugen Eckert aus dem Arbeitskreis Kirchenmusik und Jugendseelsorge im Bistum Limburg traten aus Protest gegen diese kirchenamtliche Entscheidung aus dem ökumenischen Arbeitskreis aus, in welchem Dehm den Vorsitz innehatte.
Im Mai 2013 wurde Kaspar 75 Jahre alt und reichte, so wie es das Kirchenrecht vorsieht, seinen Rücktritt ein. Bischof Tebartz-van Elst bat ihn am 27. Mai 2013, seine Aufgabe als sein Generalvikar bis auf weiteres auszuüben. Am 2. Oktober 2013 teilte Bischof Tebartz-van Elst die Ernennung des Wiesbadener Stadtdekans Wolfgang Rösch als Kaspars Nachfolger ab dem 1. Januar 2014 mit. Am 23. Oktober 2013 gab der Heilige Stuhl bekannt, dass Röschs Ernennung zum Generalvikar bereits an diesem Tag in Kraft trete. Im Hintergrund stand die öffentliche Auseinandersetzung um Person und Amtsführung des Bischofs.
Der Domdekan Günther Geis sagte bzw. schrieb am gleichen Tag dazu in einer Erklärung:

„Generalvikar Kaspar ist von dieser Entscheidung heute, wie wir alle, überrascht worden. Aus dem Text der Pressemitteilung [des Heiligen Stuhls] kann geschlossen werden, dass Prälat Kaspar mit der Ernennung des neuen Generalvikars aus diesem Amt ausgeschieden ist.“

Kaspar war zum Jahresbeginn 2014 aus dem Limburger Domkapitel ausgeschieden.
Am 26. März 2014 nahm Papst Franziskus den Rücktritt von Franz-Peter Tebartz-van Elst an; damit endete auch offiziell die Amtszeit von Kaspar als einer von beiden Bischofsvikaren.
Kurz nach diesem Rücktritt schob Tebartz-van Elst Kaspar einen wesentlichen Teil der Verantwortung für die Kostenexplosion beim Bau des Diözesanen Zentrums Sankt Nikolaus auf dem Domberg in Limburg zu. Kardinal Karl Lehmann kritisierte Tebartz-van Elst dafür. Kaspar schrieb in einer am 8. April 2014 verbreiteten Stellungnahme unter anderem: „Ich möchte mein tiefes Bedauern darüber zum Ausdruck bringen, dass das Bauprojekt auf dem Domberg in Limburg das Bistum in eine solche Krise gestürzt hat, und ich hoffe, mit vielen anderen, dass es nun mit Weihbischof Grothe zu einem guten und erfolgreichen Neuanfang kommen wird“.
Franz Kaspar feierte im Dezember 2023 in Bergen in Mittelfranken zusammen mit den örtlichen Vereinen sein 60. Priesterjubiläum. Zu Gast war viel kirchliche Prominenz, darunter acht Bischöfe, die auch aus Ungarn und Sambia kamen.

## Sonstiges
Im April 2014 wurde bekannt, dass Kaspar die Offenlegung eines Missbrauchsfalls aus den 1960er und 1970er Jahren verhinderte, der während seiner Zeit als Heimleiter des St. Vincenzstifts in Aulhausen am Rhein geschehen war. Kaspar verbreitete am 8. April 2014 eine Erklärung, der während seiner Amtszeit geschehene Missbrauch tue ihm „unendlich leid“ und dafür bitte er um Entschuldigung. Es sei Unrecht geschehen. Kaspar ging nicht auf Vorwürfe ein, er habe von Missbrauch gewusst und dazu geschwiegen.
Zuvor hatte Kaspar ein Strafverfahren wegen übler Nachrede gegen ein Opfer betrieben, das 1981 ein Buch veröffentlicht hatte; gegen die Verbreitung des Buches hatte Kaspar eine einstweilige Verfügung erwirkt. Das Strafverfahren wurde eingestellt, es endete in einem Vergleich. 
In der Stellungnahme geht Kaspar auch auf eine Kunstsammlung ein, die er als Leiter des Vincenzstifts erworben hatte (das Geld dafür stammte aus einem Fonds der Behinderteneinrichtung). Er schreibt, „Einige wenige Objekte“ seien in seiner Wohnung „zeitweilig zwischengelagert, bis der Ort der Aufstellung im St. Vincenzstift festgelegt wird“.

## Ehrungen
- 1978 – Bundesverdienstkreuz am Bande
- 1978 – Monsignore (Päpstlicher Ehrenkaplan) durch Papst Johannes Paul II.
- 1982 – Päpstlicher Ehrenprälat durch Papst Johannes Paul II.
- 1988 – Bundesverdienstkreuz 1. Klasse
- 1998 – Hessischer Verdienstorden
- 2003 – Großes Verdienstkreuz des Verdienstordens der Bundesrepublik Deutschland
- 2006 – Ehrendomherr des Limburger Domkapitels
- 2010 – Apostolischer Protonotar durch Papst Benedikt XVI.